# NGC 4221
NGC 4221 é uma galáxia espiral barrada (SB0-a) localizada na direcção da constelação de Draco. Possui uma declinação de +66° 13' 53" e uma ascensão recta de 12 horas, 16 minutos e 00,0 segundos.
A galáxia NGC 4221 foi descoberta em 3 de Abril de 1832 por John Herschel.